# Ždírec (ort i Tjeckien, Vysočina, lat 49,45, long 15,68)
Ždírec är en ort i Tjeckien.   Den ligger i regionen Vysočina, i den centrala delen av landet, 110 km sydost om huvudstaden Prag. Ždírec ligger 521 meter över havet och antalet invånare är 339.
Terrängen runt Ždírec är platt. Runt Ždírec är det ganska glesbefolkat, med 42 invånare per kvadratkilometer. Närmaste större samhälle är Jihlava, 9,1 km sydväst om Ždírec. Trakten runt Ždírec består till största delen av jordbruksmark.